# Fregattmadárfélék
A fregattmadárfélék (Fregatidae) a madarak (Aves) osztályába és a szulaalakúak (Suliformes) rendjébe tartozó család.

## Rendszertani besorolásuk
2014-ben Jarvis és társai alaktani- és DNS-vizsgálatok végeztek a mai madarak körében; felfedezésüket a „Whole-genome analyses resolve early branches in the tree of life of modern birds” (A genom teljes vizsgálata meghatározza a modern madarak családfájának a korai ágait) című írásban adták ki. Ennek a nagymértékű kutatásnak a következtében, az Ornitológusok Nemzetközi Kongresszusánnak (International Ornithological Congress) jóváhagyásával ezt a madárcsalátot kivették a gödényalakúak (Pelecaniformes) rendjéből és áthelyezték az újonnan létrehozott szulaalakúak rendbe.

## Előfordulásuk
A partokon ugyanúgy megtalálhatóak mint a nyílt vizeken. Telepek a szaporodási időszakban inkább kis óceáni szigeteken találhatóak, nagy ritkán partokon is. Leginkább trópusi vizeken vannak, nagy ritkán mérsékelt övieken.

## Megjelenésük
Testhosszuk 71–144 centiméter, szárnyfesztávolságuk 175–244 centiméter. Csontozatuk lyukacsos, levegővel telített, így csak 5%–a a teljes testtömegének. Testtömegük 600–1600 gramm. Testük karcsú, nyakuk rövid, fejük rövid és lekerekített. Farkuk villa alakú, de ez általában nem látható, mivel a 12 faroktoll összefonódott. Repülés közben a farkuk számít a kormánylapátnak. Lábuk nagyon kicsi, emiatt szinte lehetetlen hogy ússzanak vagy járjanak. Tollazatuk nagyon kis mértékben olajos, ami szinte egyáltalán nem alkalmas vízálló tollazatnak. Csőrük karcsú és erős, hossza akár 15 centiméter és éles kampóban végződik. A tojók 25%–kal nagyobbak és nehezebbek mint a hímek, de sokkal világosabb színűek. A hímeknek egy nagy méretű torokzacskójuk van, amely élénk piros. A kifejlett hímek tollazata szinte teljesen fekete.

## Életmódjuk

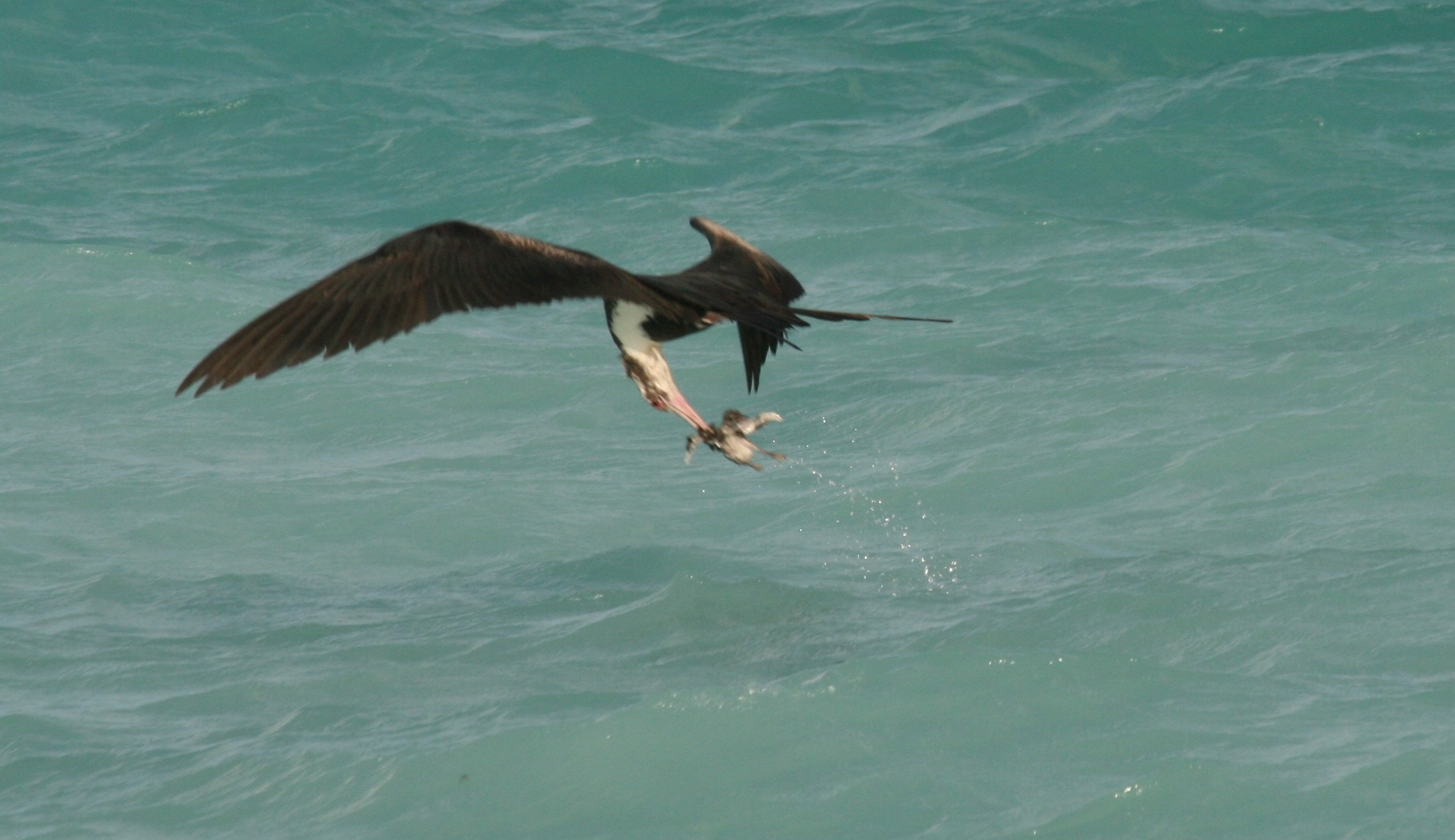
Vadászat közben

A fregattmadarak legtöbb idejüket a vízen töltik. Leszállnak pihenni a hajók árbócaira. Háromféleképpen jutnak élelemhez: vadászattal a tengeri állatok után, madárfészkek fosztogatásával és a táplálék lopással. Vadászat útján a víz tetején lévő állatokkal táplálkoznak: halakkal, medúzákkal, rákokkal és fiatal tengeri teknősökkel is. Ritkán az is megtörténik, hogy teljesen a víz alá buknak.

## Szaporodásuk
Telepekben költenek. A telepek 7–30 páros csoportokból állnak. A hímek csoportokban udvarolnak piros torokzacskójuk felfújásával és közben remegően mozgatják a fejüket és csőrüket le fel mozgatják miközben hozzá ütik a torokzacskójukhoz. A tojókat a piros szín vonzza oda, és ez után választják ki párjukat. Fészküket fára építik, ezek hiányában bokrokra és a növényzet nélküli partokon a földre. Néha kölcsönösen ellopják egymás fészkeit. Fészekaljuk 1-2 fehér tojásból áll. A fiókákat mindkét szülő felváltva eteti.

## Ellenségeik
Az embertől eltekintve csak néhány természetes ellensége van. Nagyon ritkán megesik hogy tengeri ragadozók ragadják el. Különösen veszélyben vannak a fiatal madarak, amelyek gyakran meghalnak az éhségben, néha az idősebb rokonok ölik meg őket.

## Rendszerezés
A családba az alábbi 1 élő nem és 5 faj tartozik:
- Fregata Lacépède, 1799 – 5 faj
  - fehérhasú fregattmadár (Fregata andrewsi) Mathews, 1914
  - indiai fregattmadár (Fregata ariel) (Gray, 1845)
  - ascension-szigeti fregattmadár (Fregata aquila) (Linnaeus, 1758)
  - pompás fregattmadár (Fregata magnificens) Mathews, 1914
  - szalagos fregattmadár (Fregata minor) (Gmelin, 1789)

Az Ascension-szigeten pleisztocén és holocén kori F. aquila maradványokra bukkantak. A Szent Ilona-szigeten és a Csendes-óceán egyes szigetein fosszilis F. minor és F. ariel csontokat találtak.
A riboszomális RNS- és mitokondriális DNS-vizsgálatok szerint az öt recens fajnak 1,5 millió éve egy közös őse volt. Ez a kutatás azt mutatja, hogy először a közös ősből a F. minor és a F. andrewsi közös őse, valamint a F. magnificens és a F. aquila közös őse váltak le, míg a F. ariel az ősfregattmadárnak egy új, harmadik elágazása.
A fenti recens madárnem és fajok mellé, egy eocén kori fosszilis nem is tartozik, az úgynevezett Limnofregata, melynek három faja van és két észak-amerikai lelőhelyről került elő. A mai tengeri fajoktól eltérően, ezek az eocén kori fajok az édesvizek közelében éltek; csőrük rövidebb és kevésbé kampós, míg lábaik hosszabbak voltak; az orrnyílásaik is - a mai madarakéhoz képest - hosszabbak voltak.

## Fordítás
- Ez a szócikk részben vagy egészben  a   Fregattvögel című német Wikipédia-szócikk fordításán alapul.  Az eredeti cikk szerkesztőit annak laptörténete sorolja fel. Ez a jelzés csupán a megfogalmazás eredetét és a szerzői jogokat jelzi, nem szolgál a cikkben szereplő információk forrásmegjelöléseként.
- Ez a szócikk részben vagy egészben  a   Frigatebird című angol Wikipédia-szócikk ezen változatának fordításán alapul.  Az eredeti cikk szerkesztőit annak laptörténete sorolja fel. Ez a jelzés csupán a megfogalmazás eredetét és a szerzői jogokat jelzi, nem szolgál a cikkben szereplő információk forrásmegjelöléseként.